# Obleganje Sarajeva
Obleganje Sarajeva je bilo eno najdaljših obleganj v sodobni vojaški zgodovini. Boji okoli mesta so se začeli že 5. aprila 1992, popolnoma pa je bilo mesto obkoljeno do 2. maja 1992, tako je ostalo vse do 25. februarja 1996, čeprav so boji okoli mesta prenehali že nekaj mesecev prej. Do obleganja mesta je prišlo med Bošnjaško vojno, ki je nastala zaradi razglasitve neodvisnosti Bosne in Hercegovine od Jugoslavije. Odcepitvi so nasprotovali Srbi, ki so živeli v Bosni; ti so nato ustanovili svojo državo Republiko Srbsko, kar je pripeljalo do vojne in posledično do obleganja Sarajeva.
V času obleganja je bilo ubitih več kot 12.000 ljudi, več kot 50.000 pa jih je bilo ranjenih. Zaradi velikega števila mrtvih in beguncev se je populacija mesta zmanjšala na 63% predvojnega prebivalstva.

## Dogajanje pred vojno
Jugoslavija je začela razpadati že leta 1980 kmalu po smrti Josipa Broza Tita. Svoje sta pri razpadu prispevali še gospodarska kriza in različni srbski politiki, ki so spodbujali sovraštvo med jugoslovanskimi narodi. Vse to je pripeljalo do odcepitve Slovenije, ki ji je nato sledila še Hrvaška. Leta 1992 se je od Jugoslavije želela odcepiti tudi Bosna, zato je bil 29. februarja ter 1. marca  razpisan referendum o odcepitvi države, takrat je padla tudi prva žrtev vojne.
5. aprila 1992 je Bosna razglasila samostojnost, na isti dan so v mestu potekale množične protivojne demonstracije. Gruča ljudi se je pomikala proti parlamentu Bosne, ko je nenadoma začel v množico ljudi streljati srbski ostrostrelec. Zaradi strelnih ran sta umrla dva protestnika, več jih je bilo ranjenih. Na isti dan, ko so potekale demonstracije, so srbske paravojaške enote napadle Sarajevsko policijsko akademijo.

## Vojna

### Začetni spopadi
Do aprila je JLA  uspelo mobilizirati večino vojske, ki je nato zasedla strateške hribe okoli mesta. Bošnjaški vladi, ki v tistem času še ni imela vojske, s katero bi se branila, ni preostalo drugega, kot da je protestirala proti posredovanju vojske in zahtevala njen umik. Miloševič se je odločil za umik vojaških enot, vendar le tistih, katerih pripadniki niso bili bošnjaške narodnosti, kar je pomenilo, da je hribe okoli mesta zasedala vojska Republike Srbske, ki se je od Bosne ločila le nekaj dni po tem, ko je ta postala samostojna.

### Obleganje
2. maja 1992 je bilo mesto že popolnoma obkoljeno. Glavne ceste v mesto so bile blokirane, ustavljena je bila vsa oskrba mesta s hrano, sanitetnim materialom, vodo in elektriko. Armada Republike Srbske, ki se je nahajala na hribih okoli mesta je imela Sarajevo kot na dlani. V primerjavi z bošnjaško vojsko, ki ji je kronično primanjkovalo orožja in streliva, je bila po zaslugi zaveznice JLA izredno dobro opremljena. Poleg zadostnega števila pehotnega orožja je imela tudi močne tankovske enote in topništvo, s katerim so iz okoliških hribov uničevali mesto. Na začetku obleganja je vojska Republike srbske želela mesto zasesti z uporabo tankovskih enot, vendar se ji je to ponesrečilo, kljub temu, da se je ponekod pomaknila globlje v mesto, zato se je odločila, da bo mesto izstradala. Mesto je dan za dnem doživljalo topniški in minometni ogenj, najhuje je bilo v drugi polovici leta 1992 in prvi polovici leta 1993.
Gibanje po ulicah je zaradi padajočih granat postalo smrtno nevarno, svoje so prispevali tudi ostrostrelci. Nekatere ulice so zaradi velike aktivnosti ostrostrelcev dobile ime kar aleje ostrostrelcev, zato so prebivalci v opozorilo začeli postavljati napise Pazi Snajper.
Zaradi nemogočih razmer v mestu se je OZN odločila, da bo zasedla Letališče Sarajevo ter tako zagotovila oskrbo prebivalstva preko zračnega mostu. Ker letališče ni zadoščalo potrebam prebivalstva, poleg tega pa preko njega ni bilo mogoče prevažati orožja za obrambo mesta, so se v bošnjaški vladi odločili, da pod letališčem izkoplejo predor, ki je potem povezal mesto z osvobojenim ozemljem. Le-to se je nahajalo na drugi strani letališke steze. Po izgradnji predora so se razmere v mestu nekoliko izboljšale, izboljšala se je tudi oborožitev bošnjaške vojske.
Na dan je na mesto padlo povprečno 329 granat, največ jih je padlo 22. julija 1993 in to kar 2.777. Bombardiranje je povzročilo ogromno škode na stavbah in infrastrukturi.  Okoli 35.000 objektov pa je bilo popolnoma uničenih. Med temi stavbami so bile poleg vladnih objektov in industrije tudi stanovanjska naselja, bolnišnice in poslopja OZN. 1. junija 1993 je prišlo do tragičnega dogodka, ki je obkrožil svet. Granata je ubila 15 ljudi, 80 pa jih je ranila, ko so ti opazovali nogometno tekmo. Do podobnega dogodka je prišlo 12. junija, ko je granata ubila 12 ljudi, ki so čakali v vrsti za vodo. Najhuje je bilo 5. februarja 1994, ko je granata, ki je priletela na tržnico ubila 68 ljudi, 200 pa jih je bilo ranjenih. Zaradi tega incidenta je OZN vojski Republike Srbske zagrozila  z letalskimi napadi, če ti ne umaknejo svojega težkega topništva.

### Konec obleganja
V letu 1995 je prišlo do podobnega incidenta na tržnici kot leta 1994. Ubitih je bilo 37 ljudi 90 pa ranjenih. To je bila kaplja čez rob za OZN, zato so NATO-va letala napadla vojaške objekte Republike Srbske in ostale vojaške tarče. Svoje sta prispevali še hrvaški operaciji Blisk in Nevihta proti Srbski republiki Krajini. Vse to je pripeljalo do tega, da je oblegovalna linija okoli mesta razpadla. V mesto se je nato kmalu vrnila voda in elektrika. Oktobra 1995 je bilo podpisano premirje, dokončen mir pa šele z Daytonskim sporazumom, ki je bil podpisan istega leta. Obleganje Sarajeva je bilo uradno konec 29. februarja 1996.

## Posledice vojne
Poleg gmotne škode, je obleganje močno vplivalo tudi na prebivalstvo. Populacija se je po vojni zmanjšala na 63% predvojne populacije. Leta 2002 je v mestu živelo 404.000 ljudi kar je 20.000 manj kot leta 1991. Spremenilo se je tudi etnično razmerje. Pred vojno je bilo v mestu 30% srbskega prebivalstva, po vojni pa le še 10%, ti večinoma živijo v skupnostih. Posledice vojne so vidne še danes, tako na stavbah kot tudi pri ljudeh vendar mesto počasi vendar vztrajno okreva.  

## Seznam konfliktov  v bivši Jugoslaviji
- slovenska osamosvojitvena vojna
- domovinska vojna (hrvaška osamosvojitvena vojna)
  - Bitka za Dalmacijo
  - Bitka za Vukovar
  - Obleganje Dubrovnika
  - Raketni napad na Zagreb
- bošnjaška vojna
  - Obleganje Sarajeva
  - Bitka za Mostar
- kosovska vojna
- makedonska državljanska vojna